# Governo Meksi II
Il governo Meksi II è stato il 55º governo dell'Albania, in carica dall'11 luglio 1996 al 13 marzo 1997. Si è formato in seguito alle controverse elezioni parlamentari del 1996, caratterizzate da numerose irregolarità e intimidazioni secondo gli osservatori internazionali, e che hanno visto la netta vittoria del Partito Democratico, guidato dal presidente Sali Berisha.
A causa della forte crisi politica, economica e sociale che culminerà negli scontri della cosiddetta anarchia albanese del 1997, il 1º marzo il Primo ministro Aleksandër Meksi fu costretto a dimettersi, creando così le condizioni per la nascita di un governo di riconciliazione nazionale.

## Compagine di governo

### Appartenenza politica
L'appartenenza politica dei membri del Governo, al momento della formazione, era la seguente:
| Partito | Partito                            | Primo ministro | Vice primo ministro | Segretario generale | Ministri | Segretari di Stato | Totale |
| ------- | ---------------------------------- | -------------- | ------------------- | ------------------- | -------- | ------------------ | ------ |
|         | Partito Democratico d'Albania      | 1              | 1                   | -                   | 15       | 4                  | 21     |
|         | Partito Repubblicano d'Albania     | -              | -                   | 1                   | -        | 1                  | 2      |
|         | Indipendente                       | -              | -                   | -                   | -        | 3                  | 3      |
|         | Unione Socialdemocratica d'Albania | -              | -                   | -                   | 1        | -                  | 1      |
| Totale  | Totale                             | 1              | 1                   | 1                   | 16       | 8                  | 27     |

## Composizione
Al momento dell'insediamento, il Governo era composto da 16 ministri (esclusi il Primo ministro, il Vice primo ministro e il segretario generale) e 8 segretari di Stato.
| Presidenza del Consiglio dei ministri                  | Presidenza del Consiglio dei ministri | Presidenza del Consiglio dei ministri | Presidenza del Consiglio dei ministri | Presidenza del Consiglio dei ministri                 |
| Carica                                                 | Titolare                              | Titolare                              | Titolare                              | Titolare                                              |
| ------------------------------------------------------ | ------------------------------------- | ------------------------------------- | ------------------------------------- | ----------------------------------------------------- |
| Primo ministro                                         |                                       |                                       | Aleksandër Meksi (PDSH)               | Aleksandër Meksi (PDSH)                               |
| Vice primo ministro                                    |                                       |                                       | Tritan Shehu (PDSH)                   | Tritan Shehu (PDSH)                                   |
| Segretario generale                                    |                                       |                                       | Arian Madhi (PR)                      | Arian Madhi (PR)                                      |
| Ministeri                                              |                                       |                                       |                                       |                                                       |
| Ministro                                               | Ministro                              | Ministro                              | Ministro                              | Segretario di Stato                                   |
| Affari esteri                                          |                                       |                                       | Tritan Shehu (PDSH)                   | - Selim Belortaja (PDSH) Delega agli affari economici |
| Interno                                                |                                       |                                       | Halit Shamata (PDSH)                  | - Njazi Kosovrasti (PDSH) Delega al governo locale    |
| Finanze                                                |                                       |                                       | Ridvan Bode (PDSH)                    | carica non assegnata                                  |
| Difesa                                                 |                                       |                                       | Safet Zhulali (PDSH)                  | - Leonard Demi (PDSH)                                 |
| Giustizia                                              |                                       |                                       | Kristofor Peçi (PDSH)                 | carica non assegnata                                  |
| Industria, trasporti e commercio                       |                                       |                                       | Suzana Panariti (PDSH)                | - Arben Babameto (Indipendente) Delega ai trasporti   |
| Industria, risorse minerarie ed energia                |                                       |                                       | Abdyl Xhaja (PDSH)                    | - Sokol Bejleri (Indipendente)                        |
| Lavori pubblici, pianificazione territoriale e turismo |                                       |                                       | Albert Brojka (PDSH)                  | - Robert Çeku (PR)                                    |
| Salute e ambiente                                      |                                       |                                       | Maksim Cikuli (PDSH)                  | carica non assegnata                                  |
| Agricoltura e alimentazione                            |                                       |                                       | Bamir Topi (PDSH)                     | carica non assegnata                                  |
| Istruzione e sport                                     |                                       |                                       | Edmond Lulja (PDSH)                   | - Marjeta Pronjari (Indipendente)                     |
| Istruzione superiore e ricerca scientifica             |                                       |                                       | Besnik Gjongecaj (PDSH)               | carica non assegnata                                  |
| Cultura, gioventù e donne                              |                                       |                                       | Teodor Laço (PBSD)                    | - Roza Pati (PDSH) Delega alla gioventù e alle donne  |
| Lavoro e affari sociali                                |                                       |                                       | Arlinda Keçi (PDSH)                   | carica non assegnata                                  |
| Privatizzazione                                        |                                       |                                       | Dylber Vrioni (PDSH)                  | carica non assegnata                                  |
| Ministro senza portafoglio                             |                                       |                                       | Hasan Halili (PDSH)                   | carica non assegnata                                  |